# Paul Alexander (komediopisarz)
Paul Alexander – brytyjski pisarz komedii. Jest autorem następujących utworów: My Hero, Czerwony karzeł, 10 percenters, Szpiegowska rodzinka, Dzieciaki w drzewie, Zamek, Koszmarny Karolek, Oggy i karaluchy  i Zielona Trawa.